# Jesús Galiano Gutiérrez
Jesús Galiano Gutiérrez (Ceuta, 1951) és un advocat i polític català, diputat al Parlament de Catalunya en la XI Legislatura.

## Biografia
Va obtenir el diploma de graduat social a l'Escola Social de Barcelona. Posteriorment es llicencià en dret per la Universitat de Barcelona i va obtenir un màster en prevenció de Riscos Laborals per la Universitat Complutense de Madrid.
Exerceix amb el seu propi despatx d'advocat des de 1976. Membre de Ciutadans - Partit de la Ciutadania, n'és president de la Comissió de Garanties a nivell nacional. Fou elegit diputat a les eleccions al Parlament de Catalunya de 2015.